# Agnostidae
Az Agnostidae a háromkaréjú ősrákok (Trilobita) osztályának az Agnostida rendjébe, ezen belül az Agnostina alrendjébe tartozó család.

## Rendszerezés
A családba az alábbi alcsaládok és nemek tartoznak:
- Agnostinae McCoy, 1849
  - Acmarhachis
    - Acmarhachis acuta

  - Agnostus
  - Aistagnostus
  - Anglagnostus
  - Biciragnostus
  - Connagnostus
  - Gymnagnostus
  - Idolagnostus
  - Innitagnostus
  - Ivshinagnostus
  - Lotagnostus
  - Micragnostus
  - Obelagnostus
  - Oncagnostus
  - Phalacroma
  - Phalagnostus
  - Raragnostus
  - Semagnostus
  - Trilobagnostus
  - Quadrahomagnostus
- Ammagnostinae Öpik, 1967
  - Ammagnostus
  - Hadragnostus
  - Kormagnostus
  - Proagnostus
- Glyptagnostinae Whitehouse, 1936
  - Agnostardis
  - Glyptagnostus